# کوپیک کلایست
کوپیک کلایست (انگلیسی: Kuupik Kleist؛ زادهٔ ۳۱ مارس ۱۹۵۸) یک سیاست‌مدار اهل گرینلند است.